# Ulugh Beg

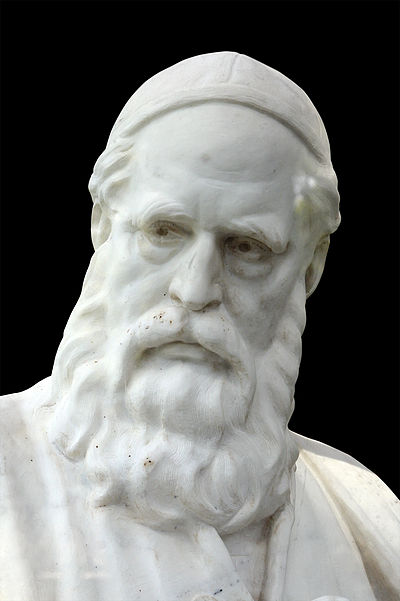
Estatua de Ulugh Beg, astrónomo

Muḥammad Ṭaraghāy ibn Shāhruj ibn Tīmūr, conocido como Ulugh Beg (22 de marzo de 1394 – 27 de octubre de 1449) fue un gobernante timúrida, sucesivamente gobernador de Transoxiana y Turquestán, regente (12 de marzo de 1447 - 27 de octubre de 1449) y sultán. También destacó como astrónomo y matemático. Se cree que hablaba cinco idiomas: árabe, persa, turco, mongol y un poco de chino.
Su nombre aparece también como Uluğ Bey, Ulugh Bek y en algunas ocasiones como Ulug Bek, honorífico que puede traducirse como Gran Príncipe.
Sus logros como erudito fueron más apreciados que sus logros como gobernante. En Samarcanda, gobernada por Ulugh Beg, la familia real y personas influyentes llevaron a cabo activamente proyectos de construcción, y los numerosos eruditos que se reunieron en la ciudad lograron resultados en campos como la astronomía, las matemáticas y la ciencia del calendario. El reinado de Ulugh Beg se llama la edad de oro de la cultura de Turquestán.
Construyó el gran Observatorio Ulugh Beg en Samarcanda entre 1424 y 1429. Los eruditos lo consideraban uno de los mejores observatorios del mundo islámico en ese momento y el más grande de Asia Central. Ulugh Beg fue reconocido posteriormente como el astrónomo observacional más importante del siglo XV por muchos estudiosos. También construyó la Madrasa de Ulugh Beg (1417–1420) en Samarcanda y Bujará, transformando las ciudades en centros culturales de aprendizaje en Asia Central.
Sin embargo, la experiencia científica de Ulugh Beg no coincidía con sus habilidades de gobierno. Durante su breve reinado, no logró establecer su poder y autoridad. Como resultado, otros gobernantes, incluida su familia, se aprovecharon de su falta de control y, posteriormente, fue derrocado y asesinado.

## Biografía
Fue nieto del conquistador Tīmūr (Tamerlán) (1336-1405) y el mayor de los hijos de Shahruj Mirza, quienes formaron parte de las tribus mongolas de Transoxiana (entonces Persia, ahora Uzbekistán). Su madre fue la princesa persa Goharshad, y por esta ascendencia se puede decir que Ulugh Beg nació muy probablemente en Soltaniyeh, Irán.
Siendo niño pudo tener mucho contacto con las culturas del Medio Oriente y la India, sobre todo debido a las expansiones territoriales de su abuelo en aquellos países. A la muerte de Tamerlán y la ascensión de su padre al poder, se instaló en la ciudad de Samarcanda en la que se estableció la capital, aunque después Shahruj trasladó la capital a Herat (en el actual Afganistán). A la edad de 16 años Ulugh Beg obtuvo el cargo de gobernador de Samarcanda, ciudad en la que vivió hasta su muerte.
La experiencia científica de Ulugh Beg no estuvo acompañada por sus habilidades en la gestión pública. Cuando se enteró de la muerte de su padre Shahruj Mirza, Ulugh Beg fue a Balj, donde se enteró de que su sobrino Ala-ud-Daulah Mirza bin Baysonqor, hijo de su hermano Baysonqor, había reclamado el emirato del Imperio timúrida en Herat. En consecuencia Ulugh Beg marchó contra Ala-ud-Daulah y se enfrentó con él en la batalla de Murghab. Después de haber ganado esta batalla, Ulugh avanzó hacia Herat y masacró a sus habitantes en 1448, pero el hermano de Ala-ud-Daulah, Mirza Abul-Qasim bin Babur Baysonqor acudió en su ayuda, derrotándolo. Luego se retiró a Balj, donde se encontró con que su gobernador, su hijo mayor Abd ul-Latif, se había rebelado contra él. Sobrevino otra guerra civil. Dos años más tarde, fue decapitado por orden de su hijo mayor, cuando se dirigía a La Meca.
Con el tiempo, su reputación fue rehabilitada por su sobrino, Abdallah Mirza (1450-1451), que trasladó los restos de Ulugh Beg a Gur-e Amir, el mausoleo de los timúridas en Samarcanda, donde fueron encontrados por arqueólogos rusos en 1941.

## Obra científica

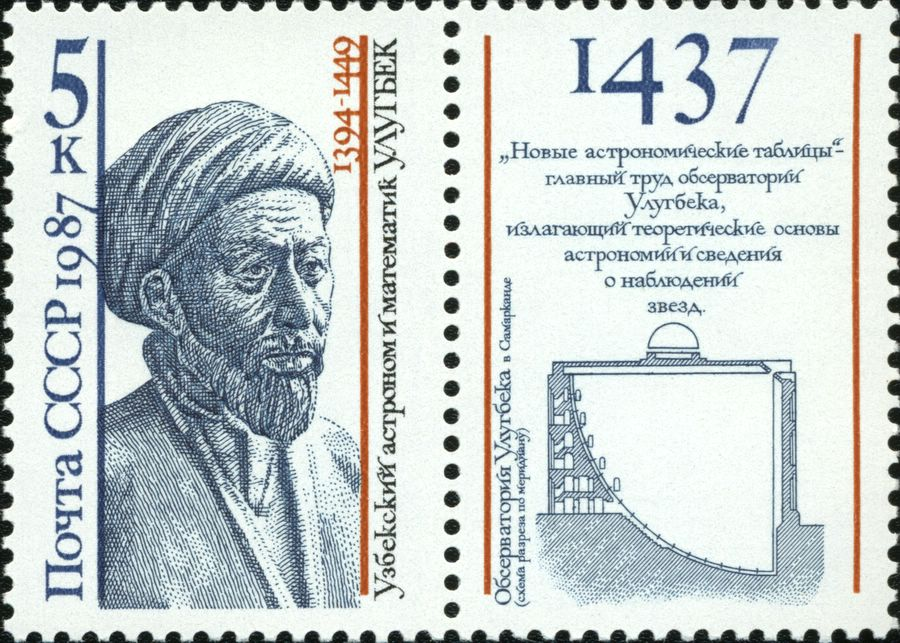
Ulugh Beg en un sello postal de la Unión Soviética, diseño de A. Starilov.

Durante su vida tuvo un gran interés por la astronomía y en 1428 construyó un observatorio astronómico enorme denominado Gurjani Zij muy similar a la instalación de Tycho Brahe que denominó Uraniborg. En el observatorio instaló instrumentos de gran tamaño para que fuera posible hacer medidas de precisión; así, instaló sextantes (fajri) con radios de cerca 36 metros y una separación óptica de 180" (segundos de arco). Construyó relojes de sol inmensos.
La obra de Ulugh se centra en astronomía y se puede decir que en 1437 determina la longitud del año sidéreo como 365.2570370... días: 365 días, 6 horas, 10 minutos y 8 segundos (con un error +58 segundos). En sus medidas empleó un gnomon de casi 50 metros de altura. Este valor fue mejorado años después (en 1525) por Copérnico (1473-1543) en una diferencia de solo 28 segundos apelando a valores del astrónomo Thábit ibn Qurra (826-901).
Ulugh Beg fue notable no solo en los campos de astronomía sino que además destacó en matemáticas abriendo nuevas fronteras en la trigonometría y en la geometría.
Dirigido por un grupo de eruditos formado por Qadizadeh Rumi, Ghiyāsuddin al-Qasi y otros, Ulugh Beg realizó observaciones astronómicas en el Observatorio de Ulugh Beg, terminado hacia 1420. Alrededor de 1437- 1441 las observaciones de Urg Bek y otros fueron recopiladas en una tabla astronómica, que sustituyó a la anteriormente utilizada Nasiruddin Tusi. Las tablas astronómicas registraban 1.018 estrellas fijas, de las cuales unas 900 se basaban en observaciones reales, y para las estrellas que eran difíciles de observar en Samarcanda, se utilizaban los registros del Almagesto de Ptolomeo con correcciones. La observación de las estrellas mediante un pequeño número de cálculos y circunferencias superaba el nivel de investigación del mundo europeo de la época. No se sabe en qué idioma se escribieron las tablas astronómicas originales, pero se baraja la teoría de que fueron escritas en árabe o persa.
Las tablas astronómicas elaboradas por Ulug Bek y otros eran muy precisas y se consideraron importantes hasta la aparición de Johannes Kepler El astrónomo de Oxford del siglo XVII John Greaves, utilizando cinco manuscritos diferentes intentó estudiar las tablas astronómicas de Urg Bek, pero su trabajo nunca se completó debido a su muerte. En 1665, Thomas Hyde fue el primer astrónomo europeo en publicar las tablas astronómicas de Urg Bek..
El interés de Ulug Bek por los estudios islámicos tradicionales era menor que su interés por las ciencias naturales. Por otra parte, Ulug Bek era capaz de recitar todo el Corán desde una edad temprana y se dice que estaba familiarizado con siete métodos de recitado diferentes. Ulug Bek enseñaba en una madrasa que él mismo construyó y daba conferencias sobre el Corán. Ulug Bek consideraba innecesarios los abucheos y los halagos para comprender y establecer cuestiones científicas, y ordenaba a sus alumnos que debatieran en pie de igualdad. A veces se atrevía a expresar opiniones inapropiadas durante los debates y a corregir los errores de los estudiantes que daban por sentadas sus opiniones.
Se cree que Ulug Bek participó en la compilación de la Historia de los Cuatro Urs, un libro de historia establecido durante el periodo timúrida, o que él mismo fue el autor del libro.

## Relaciones exteriores
Una vez que Ulugh Beg se convirtió en gobernador de Samarqand, fomentó las relaciones diplomáticas con el Emperador Yongle de la dinastía Ming. En 1416, los enviados Ming Chen Cheng y Lu An presentaron seda y objetos de plata a Ulugh Beg en nombre del emperador Yongle. En 1419, el timúrida envió a sus propios emisarios, Sultan-Shah y Muhammad Bakhshi, a la corte Ming. Los emisarios de Ulugh Beg se cruzaron con Ghiyāth al-dīn Naqqāsh y otros enviados que representaban a Shah Rukh, Príncipe Baysunghur y otras autoridades timúridas en Pekín; sin embargo, se alojaron en hospederías separadas. Ghiyāth al-dīn Naqqāsh llegó a ver al emperador Yongle montado en un caballo negro con patas que le había regalado Ulugh Beg.
En 1439, el Emperador Zhu Qizhen ordenó a un artista que realizara una pintura de un caballo negro con patas y frente blancas que había sido enviada por Ulugh Beg. Seis años más tarde, el emperador Ming envió una carta a Ulugh Beg para expresarle su gratitud por todo el "tributo" de Samarcanda. El emperador envió a Ulugh Beg "vasijas de oro y jade, una lanza con cabeza de dragón, un buen caballo con silla de montar, y variadas telas de seda bordadas en oro", así como telas de seda y prendas de vestir para la familia del príncipe timúrida.

## Matrimonios
Ulugh Beg tuvo trece esposas:
- Aka Begi Begum, hija de Muhammad Sultan Mirza bin Jahangir Mirza y Khan Sultan Khanika, madre de Habiba Sultan conocida como Khanzada Begum y otra Khanzada Begum;
- Sultan Badi al-mulk Begum, hija de Khalil Sultan bin Miran Shah y Shad Malik Agha;
- Aqi Sultan Khanika, hija del sultán Mahmud Khan Ogeday;
- Husn Nigar Khanika, hija de Shams-i-Jahan Khan Chaghatay;
- Shukr Bīka Khanika, hija de Darwīsh Khan de la Horda de Oro;
- Rukaiya Sultan Agha, una dama de Arlat, y madre de Abdal-Latif Mirza, Ak Bash Begum y Sultan Bakht Begum;
- Mihr Sultan Agha, hija de Tukal bin Sarbuka;
- Sa'adat Bakht Agha, hija de Bayan Kukaltash, madre de Qutlugh Turkhan Agha;
- Daulat Sultan Agha, hija de Khawand Sa'id;
- Bakhti Bi Agha, hija de Aka Sufi Uzbek;
- Daulat Bakht Agha, hija de Sheikh Muhammad Barlas;
- Sultanim Agha, madre de Abdul Hamid Mirza y Abdul Jabrar Mirza;
- Sultan Malik Agha, hija de Nasir-al-Din, madre de Ubaydullah Mirza, Abdullah Mirza y otro Abdullah Mirza;

## Eponimia
- El cráter lunar Ulugh Beigh lleva este nombre en su memoria.[28]
- El asteroide (2439) Ulugbek también conmemora su nombre.[29]